# Subrahmanyan Chandrasekhar
Subrahmanyan Chandrasekhar (Tamil: சுப்பிரமணியன் சந்திரசேகர் og i almindelig omtale kendt som Chandra) født den 19. oktober 1910 i Lahore, Britisk Indien, i dag Pakistan, død 21. august 1995, Chicago, Illinois, USA) var en indisk-amerikansk astrofysiker, der var født i britisk Indien og var af tamilsk afstamning. Navnet Chandrasekhar er en af benævnelserne for Shiva. Det betyder "ejer af månen" på sanskrit og er et almindeligt tamilsk navn.
Han modtog nobelprisen i fysik i 1983 (delt med William Alfred Fowler) for sit teoretiske arbejde om stjerners opbygning og udvikling.
Chandrasekhar arbejdede ved University of Chicago fra 1937 til sin død i 1995 i en alder af 84. Han fik amerikansk statsborgerskab i 1953.

## Opvækst og uddannelse
Chandrasekhar var den tredje af ti søskende, der var børn af Sita Ayyar (født Balakrishnan) og Chandrasekhara Subrahmanya Ayyar. Hans far var overordnet embedsmand i det indiske regnskabs- og revisionsdepartement og på tidspunktet for Chandrasekhars fødsel udstationeret i Lahore som viceregnskabschef for Indiens nordvestlige jernbanelinjer. Han dyrkede i øvrigt med succes karnatisk musik på violin og udgav flere bøger om musiklære. Hans mor beskæftigede sig med intellektuelle sysler og havde bl.a. oversat Henrik Ibsens Et dukkehjem til tamilsk. Chandrasekhars onkel var nobelpristageren i fysik C. V. Raman.
Chandrasekhar gik på Hindu-gymnasiet Triplicane i Madras i det daværende Britisk Indien i perioden 1922-25, hvorefter han læste fysik på "Presidency College" i Chennai fra 1925 til 1930. Han fik sin afgangseksamen (B.Sc. (Hon.)) i juni 1930 og fik måneden efter et regeringslegat til at fortsætte sine videregående studier ved Cambridge Universitet, hvor han kom til at læse hos professor R. H. Fowler og blev indskrevet ved Trinity College. Efter råd fra professor P. A. M. Dirac tilbragte Chandrasekhar sit sidste studieår (1932 – 1933) ved Niels Bohr Institutet i København, hvor han mødte professor Niels Bohr.
I sommeren 1933 fik Chandrasekhar sin Ph.d.-grad i Cambridge, og fra oktober samme år fik han et stipendiat ved Trinity College for perioden 1933–37, hvor han indledte venskab med Arthur Eddington og professor E. A. Milne.
Chandrasekhar giftede sig i september 1936 med Lalitha Doraiswamy, som havde været hans medstuderende ved Presidency College i Madras, og som var et år yngre. Han skrev i sin autobiografi til nobelprisen, at "Lalithas tålmodige forståelse, støtte og opmuntring har været de centrale kendsgerninger i mit liv"

## Karriere
Året efter, i januar 1937, blev Chandrasekhar ansat ved University of Chicago som assisterende professor, og han kom til at tilbringe hele sin karriere der, hvor han blev udnævnt til professor i teoretisk astrofysik i 1952 og blev emeritus i 1985.
Under 2. verdenskrig arbejdede Chandrasekhar med ballistiske problemer ved "Ballistic Research Laboratories" i Aberdeen Proving Ground i Maryland og udgav her to rapporter i 1943 med titlerne On the decay of plane shock waves og The normal reflection of a blast wave.
Chandrasekhar berettede selv, at han havde haft en arbejdsstil, hvor han i et antal år koncentrerede sig om et specielt område af astrofysikken. Som følge heraf kan hans indsats opdeles i adskilte perioder, hvor han i rækkefølge først undersøgte stjerners struktur og teorien omkring hvide dværge (1929 til 1939) og (1939 til 1943) fokuserede på stjerners dynamiske forhold. Dernæst koncentrerede han sig om teorier om overførsel ved stråling og kvanteteorien for den negative brintion (1943 til 1950). Det efterfulgtes af arbejde med hydrodynamik og hydromagnetisk stabilitet (fra 1950 til 1961). I resten af 1960'erne gjaldt indsatsen undersøgelse af stabiliteten af ellipsoide ligevægtslegemer, men også generel relativitetsteori. Perioden 1971 til 1983 helligede han studiet af den matematiske teori om sorte huller, og endelig arbejdede han i slutningen af 80'erne med teorien bag sammenstødende gravitationsbølger.
Chandrasekhars sidste indsats i årene 1990 til 1995 gjaldt et projekt, der skulle forklare de detaljerede geometriske argumenter i Isaac Newtons banebrydende værk Philosophiae Naturalis Principia Mathematica, kun med brug af sprog og metoder fra grundlæggende matematik. Det resulterede i bogen Newton's Principia for the Common Reader (Newtons Principa for den almindelige læser), som udkom i 1995.
Subrahmanyan Chandrasekhar, der var barnløs, og som erklærede at være ateist, døde af et hjerteanfald i Chicago i 1995 og overlevedes af sin hustru.

## Nobelprisen
Han tildeltes Nobelprisen i fysik i 1983 for sine studier af de fysiske processer, som er afgørende for stjerners struktur og udvikling, selvom han var utilfreds med, at der ved tildelingen kun henvistes til hans tidligste arbejde, hvilket han anså for en nedvurdering af en hel livstids indsats.
Det er uvist, om nobelkomiteen ved formuleringen stadig tog hensyn til den tidligere kritik fra Arthur Eddington, som også var en fremtrædende astrofysiker og Chandrasekhars tidligere chef. Hans livslange indsats kan bedømmes i fodnoterne til hans forelæsning ved Nobelprisoverrækkelsen.

## Værk
Chandrasekhars mest almindeligt kendte bidrag til videnskaben er Chandrasekhar-grænsen fra astrofysikken. Grænsen angiver den største masse (~1,44 solmasser) for en stjerne af typen hvid dværg, eller – hvad der principielt er det samme, omend med større masse (op til 3,29 x Solens masse) – den minimumsmasse over hvilken en stjerne til sidst vil falde sammen og blive en neutronstjerne eller et sort hul (efter en supernova-eksplosion). Grænsen beregnedes første gang af Chandrasekhar, mens han var om bord i et skib undervejs fra Indien til England for at studere under astrofysikeren Ralph Fowler. Da Chandrasekhar fremkom med disse ideer, mødte han stærk modstand fra den britiske fysiker Arthur Eddington, og dette kan have været et element i hans beslutning om at søge til University of Chicago i USA.
I 1999 navngav NASA det tredje af sine fire "Store observatorier" efter Chandrasekhar efter en navngivningskonkurrence, hvor der indkom 6.000 forslag fra i alt enogtres lande. Rumoberservatoriet, der oprindeligt hed Advanced X-ray Astrophysics Facility (AXAF) blev herefter kaldt Chandra X-ray Observatory og herefter opsendt og sat i kredsløb af rumfærgen Columbia den 23. juli 1999.
Chandrasekhars tal, der er et vigtigt dimensionsløst tal i magnetohydrodynamik, er opkaldt efter ham.
Asteroiden 1958 Chandra er ligeledes opkaldt efter Chandrasekhar.

## Udmærkelser
- Fellow ved Royal Society (1944)
- Henry Norris Russell Lectureship (1949)
- Brucemedaljen (1952)
- Guldmedalje fra Royal Astronomical Society (1953)
- National Medal of Science award fra præsident Lyndon Johnson (1967)
- Henry Draper-medaljen (1971)
- Nobelprisen i fysik (1983)
- Copleymedaljen, den højeste udmærkelse fra Royal Society (1984)